# Харука Хирота
Харука Хирота (на јапанском језику 廣田 遥, рођена 11. априла 1984) је јапанска олимпијска гимнастичарка на трамполини. Такмичила је се на Летњим олимпијским играма 2004. и 2008. године.